# Iepengouduil
De iepengouduil (Xanthia gilvago) is een nachtvlinder uit de familie van de uilen, de Noctuidae. 

## Beschrijving
De voorvleugellengte bedraagt tussen de 15 en 18 millimeter. De grondkleur van de voorvleugels is oranjegeel tot oranjebruin, met donkere vlekkerige tekening. De binnenhoek van de niervlek is donker gekleurd. De achtervleugel is wittig. De soort is vrij moeilijk op naam te brengen.

## Waardplanten
De iepengouduil heeft iep als waardplant, in late stadia stapt de rups ook over naar kruidachtige planten. De rups is te vinden van april tot juni. De vliegtijd is vervolgens van eind augustus tot in november. De soort overwintert als ei.

## Voorkomen
De soort komt verspreid van Europa en het westen van Noord-Afrika tot Centraal-Azië voor. De iepengouduil is in Nederland en België een zeldzame soort.